# Disgraced
Disgraced ist ein Theaterstück des Schriftstellers und Drehbuchautors Ayad Akhtar aus dem Jahr 2012. Es wurde in Chicago am 23. Oktober 2014 im Lyceum Theatre uraufgeführt und hatte Off-Broadway- und Off-West-End-Engagements. Es ist Akhtars erstes Bühnenstück.

## Auszeichnungen
Das Stück wurde 2013 mit dem Pulitzer-Preis für Drama ausgezeichnet. Disgraced wurde auch mit einem Joseph Jefferson Award 2012 für New Work – Play or Musical und einem Obie Award 2013 für Playwriting ausgezeichnet. Der Broadway-Transfer 2014 wurde 2015 mit einem Tony Award für das beste Spiel ausgezeichnet.